# Postmodernisme
 Ikke at forveksle med Postmodernitet og Postmoderne litteratur.
 Der er for få eller ingen kildehenvisninger i denne artikel, hvilket er et problem. Du kan hjælpe ved at angive troværdige kilder til de påstande, som fremføres i artiklen.

Postmodernisme er et begreb, der bruges meget forskelligt og derfor ofte opdeles i postmoderne teori, postmoderne kunst (fx postmoderne litteratur) og så en historisk periode, som kaldes postmoderniteten. Denne side handler om den første kategori. Postmodernismen er i denne forstand ofte associeret med især franske tænkere som fx Roland Barthes, Jacques Derrida og Michel Foucault m.fl. Postmodernismen forholder sig til mange forskellige emner som fx erkendelsesteori, historiefilosofi og sprogfilosofi. Centralt for postmodernismen er især angrebet på opfattelsen af universelle sandheder og nogle mener, at postmodernismen gør op med oplysningstidens tanker. Det er omstridt, hvordan postmodernismen relaterer sig til poststrukturalismen og dekonstruktion. Det er efter afslutningen af 2. verdenskrig, at postmodernismen bliver udviklet.

## Indhold
Et kendetegn ved postmodernismen er problematiseringen af vidensbegrebet. Tanken om at viden kan være repræsenteret udenfor individet bliver forkastet og den postmoderne teori fremhæver en holdning, der siger, at der ikke findes nogen højere sandheder, som har nogen gyldighed uafhængigt af individuel erkendelse. Postmodernismen fremstår på den baggrund som oplysningfilosofiens direkte modsætning. Det er således en pointe i postmoderne tænkning, at viden ikke eksisterer uafhængigt af tid, sted, sociale omstændigheder mv. og at individet danner sig både sin viden og sit syn på viden ud fra disse faktorer. På denne måde er postmodernismen socialkonstruktivistisk. Det bliver derfor nødvendigt at kritisere den rationelle videns begrænsning; at dekonstruere den. Jacques Derrida udtænker i sin kritik af vidensbegrebet idéen om, at man for at undgå at modsige sit eget tankegrundlag er tvunget til at postulere et antal ytringer (logos) som mere oprindelige end andre og den praksis har udviklet sig til det fænomen, som Derrida kalder logocentrisme. Postmodernismens alternativ til logocentrismen er at placere grundstenen til viden på diskursen; en opfattelse som trækker på Wittgensteins idé om sprogspil.
Den franske postmodernist og kulturteoretiker Jean Baudrillard hævder i Simulacra and Simulations, at virkeligheden i konventionel forstand ikke længere eksisterer. Den er blevet fortrængt af en endeløs række af forfalskninger. Massemedierne og andre former for kulturel masseproduktion, siger han, omdefinerer konstant kendte kulturelle symboler og billeder, og dette flytter vores opmærksomhed væk fra virkeligheden og fanger den i det hyperreelle.
Postmodernismen står altså for en konsekvent mistro overfor antagelser om sandhed, etik og skønhed, hvis de bunder i andet end individuel perception. Utopiske idealer om universelle, altfavnende sandheder og æstetik fortrænges til fordel for små fortællinger, som alene peger mod andre ideer, der så i sig selv er genstande for tolkning og gentolkning. Postmodernismen mener således, at sandheden selv bliver ustabil, fordi den kun eksisterer som en kompleks og sammensat størrelse.
Ordet postmodernisme bruges ofte sammen med en betegnelse som f.eks. postindustriel, i en anden, bredere betydning om udviklingen indenfor de sociale og filosofiske og realiteter i slutningen af det tyvende århundrede. Kritikere med rødder i marxismen har fremført, at postmodernismen som tendens er symptomatisk for senkapitalismen og institutionernes forfald i nationalstaten. Andre hævder, at postmodernismen er en naturlig reaktion på udviklingen i massemedierne; gennem formidlingen kommer viden til at fremstå som kopier af kopier, og det undergraver ethvert forsøg på at efterspore originaliteten – endsige foretage en holdbar tolkning. Disse overvejelser har dog formentlig mere med postmodernitet at gøre end med postmodernisme.